# 文川站
文川站（朝鲜语：／ Munch'ŏn yŏk */?）是位于朝鮮民主主義人民共和國江原道文川市的一個鐵路車站，属于江原线。

## 邻近车站
玉坪站 - 文川站 - 三路站